# Viki (žensko ime)
Viki je žensko osebno ime.

## Izvor imena
Ime Viki je izpelkano iz imena Viktorija.

## Pogostost imena
Po podatkih Statističnega urada Republike Slovenije je bilo na dan 31. decembra 2007 v Sloveniji 16 oseb z imenom Viki.

## Osebni praznik
Viki lahko goduje takrat kot Viktorija.